# 诺福克岛民
诺福克岛民（英語：Norfolk Islanders；皮特凯恩-诺福克语：Norf'k Ailenas），有时简称岛民（Islanders），是指居住在诺福克岛的人。诺福克岛是澳大利亚的一个外部领地。这些岛民拥有独特的身份认同，主要为皮特凯恩岛民与英国人的后裔，也有一部分是苏格兰人和爱尔兰人的后裔。
大多数土生诺福克岛居民所共有的文化是主流诺福克文化，其传统主要承自1856年由194名皮特凯恩岛移民带来的风俗。所有自称拥有皮特凯恩血统的人，皆为英国皇家海军“邦蒂号”叛变者及其塔希提伴侣的后代。
根据2021年人口普查，诺福克岛总人口为2188，其中347人出生于本岛，较2016年普查时有所下降。
由于部分居民临时迁居或永久移民，澳大利亚、新西兰及其他国家亦有诺福克岛人离散社群。